# Bianca Maria Aloisia Malaspina

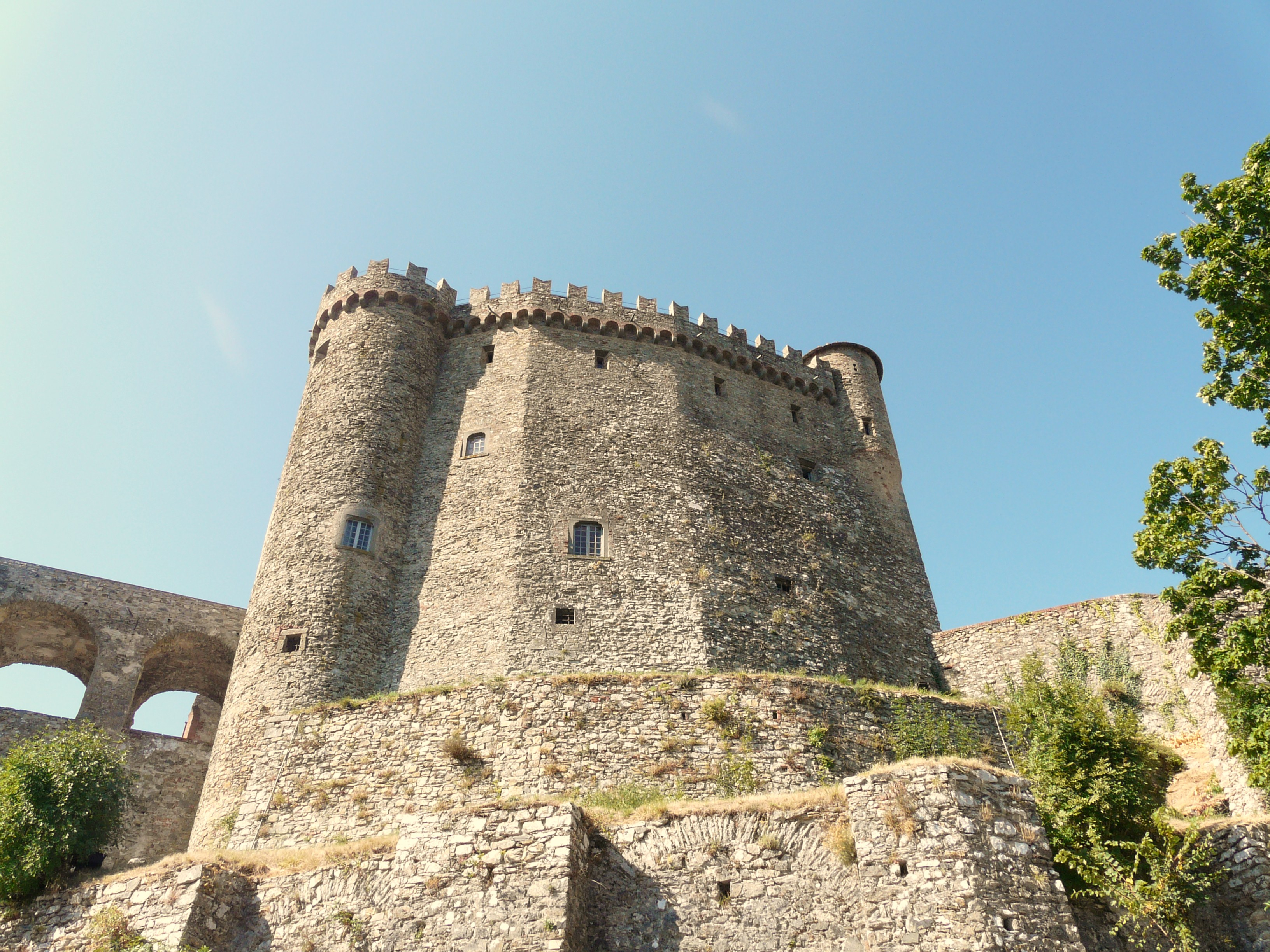
Castello Malaspina di Fosdinovo

Bianca Maria Aloisia Malaspina (Fosdinovo, ... – Fosdinovo, 4 agosto 1690) è stata una nobildonna italiana.

## Biografia
Era figlia di Giacomo II Malaspina, marchese di Fosdinovo e di Maria Grimaldi della Rocca (29 maggio 1591-?).
La leggenda vuole che Giacomo sia stato il padre di una ragazza albina, Bianca Maria Aloisia, che si innamorò dello stalliere del castello. Quest'amore impossibile, unito al suo essere albina, avrebbe spinto Giacomo all'uccisione dello stalliere e della figlia, murata viva con un cane e una testa di cinghiale. Si narra che il fantasma di Bianca Maria vaghi per il castello nelle notti di luna piena, assieme al cane e a un cinghiale.
Al di là della leggenda, si sa che, insieme alla consorte Maria, Giacomo si dedicava a feste ed eccessi e che arrivò ad accusare il figlio Andrea di tentato parricidio.